# Legend of the Shadowking
Legend of the Shadowking är det tyska power metal-bandet Freedom Calls sjätte studioalbum. Det släpptes i februari 2010 av skivbolaget Steamhammer. Det var det första av bandets album på vilket basisten Samy Saemann medverkade. Han ersatte avhoppade Armin Donderer.
Skivan är ett konceptalbum om den bayerske kungen Ludvig II, populärt omnämnd som "sagokungen". Denne ville inte förlora politisk makt och bli en "skuggkung", därav albumtiteln.
En musikvideo till låten "Thunder God" spelades in.
Skivan var den sista med trummisen Dan Zimmermann, som lämnade bandet efter inspelningen för att fokusera på sitt huvudband Gamma Ray. Han ersattes av Klaus Sperling.

## Låtlista
1. "Out of the Ruins" – 4:21
2. "Thunder God" – 3:31
3. "Tears of Babylon" – 3:38
4. "Merlin - Legend of the Past" – 4:17
5. "Resurrection Day" – 3:34
6. "Under the Spell of the Moon" – 5:08
7. "Dark Obsession" – 4:45
8. "The Darkness" – 5:06
9. "Remember!" – 4:21
10. "Ludwig II - Prologue" – 2:19
11. "The Shadowking" – 5:13
12. "Merlin - Requiem" – 2:34
13. "Kingdom of Madness" – 3:59
14. "A Perfect Day" – 3:58

Bonusspår
1. "Zauber der Nacht" – 3:30 (bonusspår på japanska utgåvan)[3]

## Medverkande
Musiker
- Chris Bay – sång, gitarr
- Lars Rettkowitz – gitarr
- Samy Saemann – basgitarr
- Dan Zimmermann – trummor

Bidragande musiker
- Anne Maertens - violin
- Chris Tyler - körsång
- Jana Baumeister - sång

Produktion
- Chris Bay – producent, ljudtekniker
- Dan Zimmermann – producent
- Tommy Newton - ljudtekniker, mixning, mastering
- Jens Reinhold - foto, omslag, design